# Бад-Вальтерсдорф
Бад-Вальтерсдорф (нім. Bad Waltersdorf) — комуна в Австрії, в федеральній землі Штирії, окрузі Гартберг-Фюрстенфельд. Площа комуни становить 31,84 км².  Чисельність населення — 2165 (на 1 січня 2011 р.).
Офіційний код комуни — 6 07 48.
Бан-Вальтерсдорф складається з 4-х кадастрових гмін: 
Бад-Вальтерсдорф — є відомим курортом з термальними водами.
У 2008 р. тут готувалась до виступу на Чемпіонаті Європи з футболу 2008 року збірна Польщі.

## Політика
Бургомістр комуни — Йозеф Хауптман (АНП).
В Раді представників комуни (нім. Gemeinderat) налічується 25 місць, серед яких:

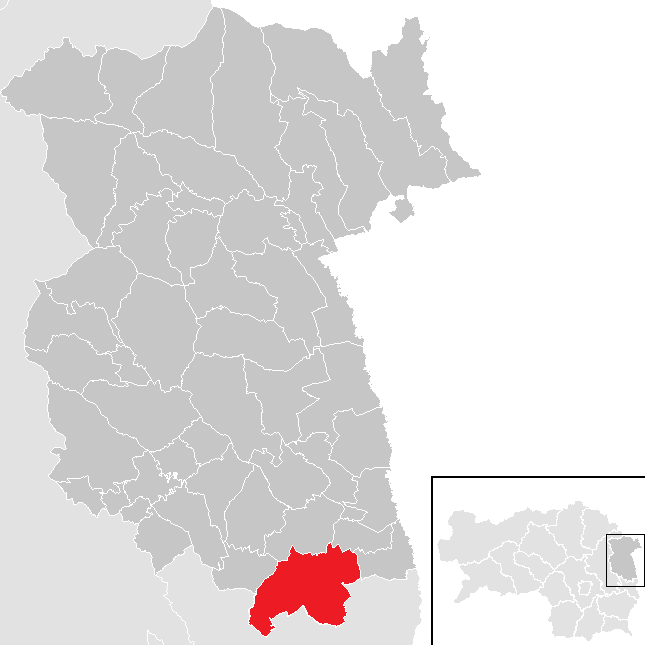
Комуна Бад-Вальтерсдорф на карті округу Хартберг

- АНП — 12 місць
- СДПА — 2 місця
- АПС — 1 місце